# Штучний супутник

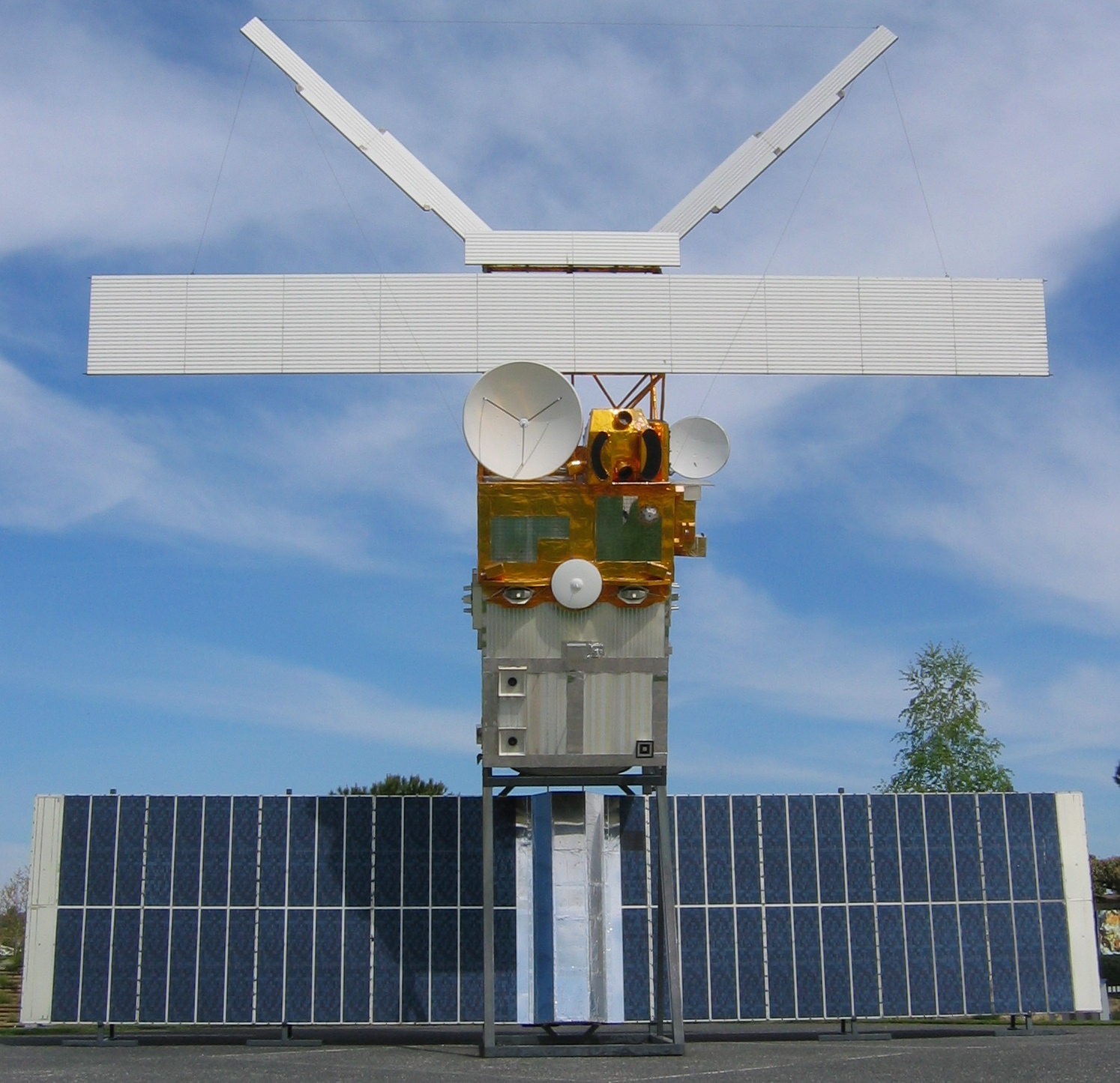
Модель дослідницького супутника Землі ERS 2 у повний розмір

Шту́чний супу́тник, сателіт — об'єкт, поміщений на орбіту Землі чи іншого небесного тіла зусиллям людини. Інколи називається просто супутник, однак в такому випадку слід відрізняти від природних супутників, таких як Місяць.

## Історія

### Ранні концепції
Першим описом штучного супутника Землі в художній літературі вважають оповідання Едварда Еверетта Гейла (англ. Edward Everett Hale) «Цегельний місяць». Ідея винирнула знову в романі Жуль Верна «П'ятсот мільйонів бегуми» (1879).
Першою науковою працею з використання ракетної техніки для запуску космічних апаратів стала книга Костянтина Ціолковського (1857—1935) «Дослідження світових просторів реактивними приладами» (1903). Науковець визначив необхідну орбітальну швидкість руху для мінімальної орбіти навколо Землі на рівні 8 км/с та запропонував для її досягнення використовувати багатоступневі ракети на рідкому паливі. Як паливо було запропоновано використовувати зріджені водень та кисень, хоча можливі були й інші комбінації.
У 1928 році Герман Поточник (1892—1929) опублікував свою єдину книгу «Проблема космічної подорожі — ракетний двигун» (нім. Das Problem der Befahrung des Weltraums - der Raketen-Motor), що являла собою схему виходу в космос та постійного перебування людини у ньому. Він детально представив космічну станцію та підрахував її геостаціонарну орбіту, описав використання орбітальних космічних апаратів для ведення детальних спостережень за землею, а також як незвичайні умови космосу могли бути використані для наукових експериментів. Книга описувала геостаціонарні супутники (вперше запропоновані Ціолковським) та обговорювала комунікації між ними самими та землею по радіо, однак, так і не дісталася вже близької ідеї використання супутників для масового радіомовлення та телекомунікацій.
У своїй статті 1945 року письменник-фантаст Артур Чарльз Кларк (1917—2008) запропонував детальну схему можливого використання супутників для супутникового зв'язку/ Вказуючи на переваги високошвидкісного глобального зв'язку, Кларк розглянув питання техніки запуску супутників, можливі орбіти та інші аспекти створення супутникової мережі. Він також припустив, що для покриття усієї планети було б достатньо трьох геостаціонарних супутників.

### Історія штучних супутників
Першим штучним супутником став «Супутник-1», запуском якого 4 жовтня 1957 Радянським Союзом започаткована радянська програма «Супутник» під керівництвом Сергія Корольова. Подія також стала початком космічних перегонів між СРСР та США.
Виміри орбітального відхилення «Супутника-1» допомогли визначити густину високих шарів атмосфери. З його допомогою було досліджено розповсюдження радіосигналів у іоносфері. Корпус супутника було наповнено стисненим азотом, тож надав першу змогу виявлення метеороїдів, оскільки їх потрапляння через зовнішню поверхню відобразилося б на температурних даних, які надсилалися на Землю. Однак, оскільки неочікуване оголошення успіху радянського космічного апарата викликало в Сполучених Штатах «Супутникову кризу» та у рамках холодної війни розпалило космічні перегони, політичне значення «Супутника-1» значно переважало наукове.
3 листопада 1957 відбувся запуск «Супутника-2», який доправив до космосу першу живу істоту земного походження — собаку на прізвисько Лайка.
У травні 1946 року, в межах американського аналітичного проєкту RAND було видано «Попередній проєкт експериментального орбітального космічного корабля», який стверджував, що «штучний супутник із відповідним облаштуванням може стати одним з наймогутніших наукових інструментів двадцятого сторіччя». Розпочатий 1945 року розгляд можливості запуску Сполученими Штатами штучних супутників очолювало Бюро аеронавтики Військово-морських сил США. Згодом, проєктом RAND під керівництвом Військово-повітряних сил США було опубліковано вищевказаний звіт, за якого вважалося однак, що потенційна можливість військового застосування супутників мала; натомість вони розглядалися як науковий, політичний та пропагандистський інструмент. 1954 року міністр оборони США сказав, що «не знає ніякої американської супутникової програми».[джерело?]

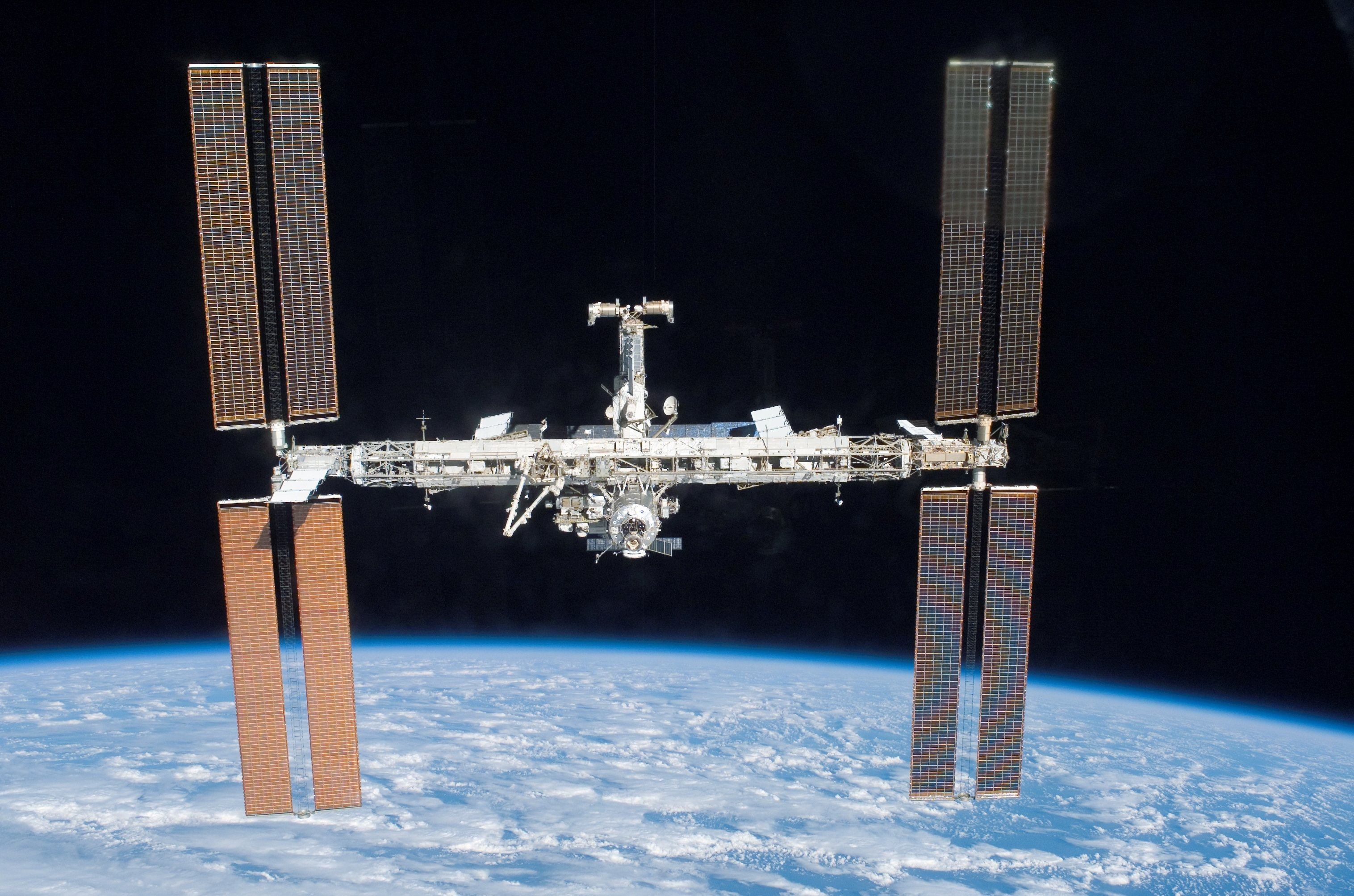
Міжнародна космічна станція, знімок зі Спейс Шатлу «Атлантіс» 19 липня 2007

29 липня 1955 Білим домом було оголошено намір запустити штучні супутники до весни 1958 року; ця програма стала відомою як проєкт «Авангард». 31 липня Радянський Союз оголосив намір запустити супутник до осені 1957 року.
Під тиском Американського ракетного товариства, Національного наукового фонду США та Міжнародного геофізичного року, що наступав, військовий інтерес було поновлено, і на початку 1955 повітряні та морські сили США почали працювати над конкуруючим проєкту «Авангард» проєктом «Орбітер», який для запуску супутників передбачав використання ракети «Юпітер-С». Проєкт мав успіх, і 31 січня 1958 року «Експлорер-1» став першим супутником Сполучених Штатів.
Найбільшим штучним супутником, що на сьогодні розташований на земній орбіті, є Міжнародна космічна станція.
Кожний супутник має свою назву. Наприклад: Eutelsat 36, Hotbird 13E. В назві супутника може бути вказано довготу орбітальної позиції.

## Типологія
- Астрономічні супутники
- Біосупутники
- Метеорологічні супутники
- Малі супутники
- Навігаційні супутники
- Орбітальні станції
- Супутники зв'язку
- Супутники спостереження за Землею
- Супутники-шпигуни

### Періоди обертання супутників на різних орбітах
| Середня висота орбіти над Землею, км | Період        |
| ------------------------------------ | ------------- |
| 200                                  | 1 год 28,4 хв |
| 300                                  | 1 год 30,5 хв |
| 400                                  | 1 год 32,5 хв |
| 500                                  | 1 год 34,5 хв |
| 1000                                 | 1 год 45 хв   |
| 2000                                 | 2 год 7,1 хв  |
| 3000                                 | 2 год 30,5 хв |
| 4000                                 | 2 год 55,3 хв |
| 5000                                 | 3 год 21,5 хв |
| 10000                                | 5 год 49 хв   |
| 20000                                | 11 год 30 хв  |
| 30000                                | 18 год 37 хв  |
| 40000                                | 27 год 44 хв  |
| 50000                                | 37 год 11 хв  |

## Країни, здатні запускати
Нижче наведено перелік країн, здатних на запуск супутників, та дат, коли було вперше продемонстровано цю спроможність. У той час як країн здатних виготовляти супутники значно більше, адже це не вимагає значних економічних, наукових та виробничих можливостей, до списку увійшли лише країни здатні на незалежний запуск, включаючи виготовлення необхідних ракет-носіїв. До списку також не потрапили міжнаціональні супутники спільної розробки.
| Країна          | Рік запуску | Перший супутник |
| --------------- | ----------- | --------------- |
| СРСР            | 1957        | Супутник-1      |
| США             | 1958        | Експлорер-1     |
| Франція         | 1965        | Астерикс        |
| Японія          | 1970        | Осумі           |
| КНР             | 1970        | Дунфан Хун-1    |
| Велика Британія | 1971        | Просперо X-3    |
| Індія           | 1981        | Rohini          |
| Ізраїль         | 1988        | Ofeq 1          |
| Україна         | 1995        | Січ-1           |
| Іран            | 2009        | Омід            |

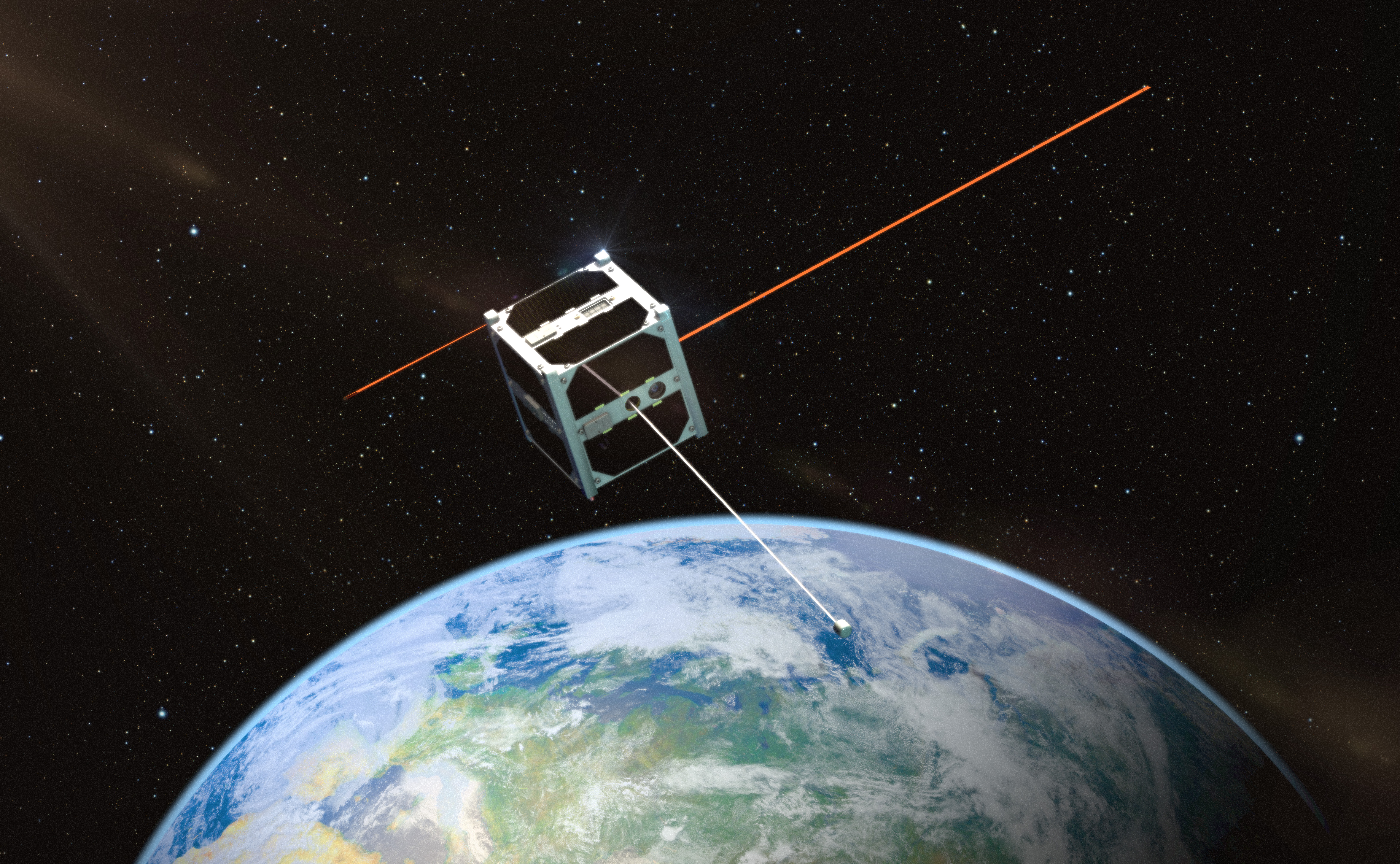
ESTCube-1 — перший естонський супутник

Як Ірак (1989) так і Північна Корея (1998) стверджували про успішні орбітальні запуски (боєвої головки та супутника відповідно), однак ці заяви залишились непідтвердженими.
На додаток до вищезазначених такі країни як Південна Африка, Іспанія, Італія, ФРН, Канада, Австралія, Аргентина, Єгипет та приватні компанії як OTRAG розробили власні носії, які не мали, однак, успішних запусків.
Станом на 2008 рік, можливість незалежного запуску супутників на ракетах власної розробки із наведеного списку мають лише сім країн (Росія та Україна замість СРСР, а також США, Японія, Китай, Індія та Ізраїль) та одна регіональна організація (Європейське космічне агентство, ЄКА). Потужності запуску Великої Британії та Франції тепер належать ЄКА.
Деякі інші країни, включаючи Південну Корею, Іран, Бразилію, Пакистан, Румунію, Казахстан, Австралію, Малайзію та Туреччину, перебувають на різних стадіях розробки власних немасштабних засобів запуску та шукають членства у клубі космічних держав.
Запуск іранського супутника Omid-1 за допомогою вже успішно випробуваної ракети-носія Kavoshgar-1 запланований на червень 2008. Запуск корейського супутника STSAT-2 ракетою KSLV (розробленою за допомогою Росії) планується здійснити у грудні 2008 року. Очікується, також, що Бразилія та Пакистан здійснять запуски у найближчому майбутньому[джерело?].
| Країна            | Рік першого запуску | Перший супутник            | На орбіті у 2008 |
| ----------------- | ------------------- | -------------------------- | ---------------- |
| СРСР              | 1957                | Супутник-1                 | 1395             |
| США               | 1958                | Експлорер-1                | 1048             |
| Канада            | 1962                | Alouette 1                 | 27               |
| Італія            | 1964                | San Marco 1                | 14               |
| Франція           | 1965                | Астерикс                   | 44               |
| Австралія         | 1967                | WRESAT                     | 11               |
| Німеччина         | 1969                | Azur                       | 30               |
| Японія            | 1970                | Осумі                      | 114              |
| КНР               | 1970                | Дунфан Хун-1               | 65               |
| Велика Британія   | 1971                | Просперо X-3               | 25               |
| Польща            | 1973                | Intercosmos Kopernikus 500 | ?                |
| Нідерланди        | 1974                | ANS                        | 6                |
| Іспанія           | 1974                | Intasat                    | 9                |
| Індія             | 1975                | Aryabhata                  | 36               |
| Індонезія         | 1976                | Palapa A1                  | 10               |
| Чехословаччина    | 1978                | Magion 1                   | 5                |
| Болгарія          | 1981                | Intercosmos 22             | ?                |
| Бразилія          | 1985                | Brasilsat A1               | 12               |
| Мексика           | 1985                | Morelos 1                  | 7                |
| Швеція            | 1986                | Вікінг                     | 11               |
| Ізраїль           | 1988                | Ofeq 1                     | 9                |
| Люксембург        | 1988                | Astra 1A                   | 15               |
| Аргентина         | 1990                | Lusat                      | 10               |
| Пакистан          | 1990                | Badr-1                     | 5                |
| Південна Корея    | 1992                | Kitsat A                   | 10               |
| Португалія        | 1993                | PoSAT-1                    | 1                |
| Таїланд           | 1993                | Thaicom 1                  | 6                |
| Туреччина         | 1994                | Turksat 1B                 | 5                |
| Україна           | 1995                | Січ-1                      | 6                |
| Чилі              | 1995                | FASat-Alfa                 | 1                |
| Малайзія          | 1996                | MEASAT                     | 4                |
| Норвегія          | 1997                | Thor 2                     | 4                |
| Філіппіни         | 1997                | Mabuhay 1                  | 2                |
| Єгипет            | 1998                | Nilesat 101                | 3                |
| Йорданія          | 1998                | Acts 1                     | 1                |
| Данія             | 1999                | Ørsted                     | 4                |
| ПАР               | 1999                | SUNSAT                     | 1                |
| Саудівська Аравія | 2000                | Saudisat 1A                | 12               |
| ОАЕ               | 2000                | Thuraya 1                  | 3                |
| Алжир             | 2002                | Alsat 1                    | 1                |
| Греція            | 2003                | Hellas Sat 2               | 2                |
| Нігерія           | 2003                | Nigeriasat 1               | 2                |
| Іран              | 2005                | Sina-1                     | 1                |
| Казахстан         | 2006                | KazSat 1                   | 1                |
| Колумбія          | 2007                | Libertad 1                 | 1                |
| В'єтнам           | 2008                | Vinasat 1                  | 1                |

У той час, як Канада стала третьою країною, що запустила у космос свій супутник, цей запуск було здійснено агенцією NASA за допомогою американської ракети та з американського космодрому. Перший італійський супутник San Marco 1 було запущено 15 грудня 1964 року на борту американської ракети Scout з Воллопського острова (штат Вірджинія, США) під керівництвом італійської команди, тренованої в NASA. Австралійський проєкт запуску в листопаді 1967 використав подаровану американську ракету Redstone та допоміжний американський персонал, а також спільні з Великою Британією засоби запуску. Казахстан стверджував, що створив свій супутник незалежно, однак його було збудовано за допомогою Росії, так само як раніше Польський та Болгарський[джерело?].

## Атакування супутників
До відомих засобів перешкоджання нормальній роботі супутників належать їх повне знищення, хакінг (комп'ютерне чи технологічне зламування) та глушення радіосигналу.

### Знищення
Супутники на низьких навколоземних орбітах на практиці можуть бути знищені ракетами, запущеними з поверхні Землі та з повітря. Під час космічних перегонів, як СРСР (у період із 1968 до 1982; близько десяти знищень) так і Сполучені Штати (1963–1985) демонстрували успішні випробування ракетного антисупутникового озброєння.
Після двадцятирічної перерви, мілітаризація космосу продовжилася успішним знищенням Китаєм власного метеорологічного супутника 12 січня 2007. Оскільки збитий супутник перебував на висоті близько 800 кілометрів над Землею, теоретично, Китай продемонстрував здатність збивати американські супутники-шпигуни, які рухаються по нижчій орбіті. Спеціалісти називають таку дію відповіддю сходу на кількарічну демонстрацію небажання адміністрації президента Буша підписувати угоду про заборону космічного озброєння, запропоновану Росією та Китаєм; натомість збройними силами США ведуться активні дослідження в галузі лазерного антисупутникового озброєння.
Рік потому, 21 лютого 2008, Сполучені Штати, попередивши про свої наміри інші країни (на відміну від Китаю), за допомогою ракети SM-3 збили власний зламаний експериментальний супутник-шпигун USA 193, що рухався на висоті 247 км зі швидкістю 23,7 тис. км/год.
10 лютого 2009 року американський супутник серії «Ірідіум» на висоті 780 км над Сибіром зіткнувся з російським супутником зв'язку серії «Космос». Зіткнення сталося під кутом 90°, на великій швидкості. У результаті аварії утворилось щонайменше 500 великих уламків, які розлетілись на велику відстань і можуть становити небезпеку для інших супутників, а також для орбітального телескопа Hubble.

## Цікаво
- У 2023 році Японія планувала запустити в космос штучний супутник з дерева. Головна перевага такого супутника — екологічна. Після випрацювання терміну експлуатації він повинен повністю згорати в атмосфері і не додавати на орбіті космічного сміття. Тобто супутник з дерева — це «еко-супутник»[9]. В ході підготовки запуску реального штучного супутника Землі з деревини, вчені Японії завершили випробування матеріалів, найкращим з яких виявилася деревина магнолії. В ході експерименту, в 2022 році, протягом 290 днів, різні шматки тестової деревини перебували поза межами експериментального модуля Kibo на МКС і саме магнолія виявилася відносно гнучкою, яка здатна забезпечити достатню опорну міцність. Модуль зі зразками деревини повернувся на Землю під час місії поповнення запасів CRS-26 у січні 2023 року. Саме з цієї породи деревини буде побудований корпус для LignoSat під час його запуску в рамках спільної місії NASA/JAXA у 2024 році[10][11][12]. 5 жовтня 2024 року компанія  SpaceX запустила супутник LignoSat у космос[13].